# NGC 7272
NGC 7272 is een balkspiraalstelsel in het sterrenbeeld Pegasus. Het hemelobject werd op 7 augustus 1864 ontdekt door de Duitse astronoom Albert Marth.

## Synoniemen
- UGC 12028
- MCG 3-57-3
- ZWG 452.8
- NPM1G +16.0523
- PGC 68786